# Ivor (Vorname)
Ivor ist ein männlicher Vorname, der hauptsächlich im englischen Sprachraum verwendet wird, aber auch in den gälisch sprechenden Ländern Irland, Schottland und Wales vorkommt.

## Namensträger
- Ivor Allchurch (1929–1997), walisischer Fußballspieler
- Ivor Arbiter (1929–2005), Brite aus dem Musikgeschäft
- Ivor Atkins (1869–1953), walisischer Organist, Chordirigent und Komponist
- Ivor Bell (* 1936 oder 1937), führendes Mitglied der IRA aus Belfast
- Ivor Bolton (* 1958), englischer Dirigent
- Ivor Broadis (1922–2019), englischer Fußballspieler und -trainer
- Ivor Bueb (1923–1959), britischer Autorennfahrer
- Ivor Bulmer-Thomas (1905–1993), britischer Politiker
- Ivor Cutler (1923–2006), schottischer Dichter
- Ivor Dean (1917–1974), britischer Schauspieler
- Ivor Hugh Norman Evans (1886–1957), britischer Anthropologe
- Ivor D. Fenton (1889–1986), US-amerikanischer Politiker
- Ivor Grattan-Guinness (1941–2014), britischer Mathematikhistoriker
- Ivor Guest, 1. Viscount Wimborne (1873–1939), britischer Adliger und Politiker der Liberal Party
- Ivor Guest, 4. Viscount Wimborne (* 1968), britischer Peer, Musikproduzent und Komponist
- Ivor Gurney (1890–1937), englischer Komponist und Dichter
- Ivor Kirchin (1905–1997), britischer Jazz- und Unterhaltungsmusiker
- Ivor Malherbe (* 1962), Schweizer Jazzmusiker (Bass) und Radio-Moderator
- Ivor Montagu (1904–1984), englischer Filmemacher
- Ivor Munro (1888–1980), australischer Radrennfahrer
- Ivor Novello (1893–1951), britischer Entertainer
- Ivor Richard (1932–2018), britischer Politiker
- Ivor Roberts (* 1946), britischer Diplomat